# Jürgen Hasebrink
Jürgen Hasebrink (* 10. September 1954) ist ein ehemaliger deutscher Fußballspieler auf der Position eines Stürmers. Er absolvierte unter anderem für Rot-Weiss Essen ein Spiel in der Fußball-Bundesliga.

## Leben
Hasebrink stand in den Saisons 1973/74 und 1974/75 im Bundesliga-Kader von Rot-Weiss Essen. Essen war 1973 gerade erst aus der Regionalliga in die Bundesliga aufgestiegen. In der ersten Saison, 1973/74, belegten sie in der Abschlusstabelle den 13. Platz und waren somit im unteren Mittelfeld der Tabelle platziert. Jürgen Hasebrink wurde jedoch nur in einem von 34 Spielen eingesetzt, am 32. Spieltag, dem 4. Mai 1974, gab er sein Bundesliga-Debüt im Auswärtsspiel beim VfB Stuttgart, das Essen mit 3:0 gewann. Hasebrink wurde hier in der 63. Spielminute für Dieter Bast eingewechselt und schoss in der 86. Minute das Tor zum 3:0-Endstand. In der darauffolgenden Saison, 1974/75, konnte Rot-Weiss Essen seine Tabellenplatzierung mit Rang 12 in der Abschlusstabelle im Vergleich zur Vorsaison um einen Platz verbessern. Hasebrink spielte hier jedoch keine Rolle und wurde in keinem der 34 Spiele eingesetzt. Allerdings absolvierte er in jener Saison ein Spiel im DFB-Pokal, in der 2. Hauptrunde beim 6:2-Sieg der Essener gegen DJK Gütersloh. Er wurde hier in der 75. Spielminute für Günter Fürhoff eingewechselt.